# Гончаровское сельское поселение (Воронежская область)
Гончаровское сельское поселение — муниципальное образование в Подгоренском районе Воронежской области.
Административный центр — село Гончаровка.

## Административное деление
В состав поселения входит один населенный пункт:
- село Гончаровка.